# Bømlo kommun
Bømlo kommun (norska: Bømlo kommune) är en kommun i landskapet Sunnhordland i den sydvästligaste delen av Vestland fylke, norr om Bømlofjorden, i västra Norge. Kommunens centralort är tätorten Svortland. Den består av cirka 1000 öar och skär. De största är Bømlo, Goddo och Moster.

## Administrativ historik
Bømlo kommun tillkom den 1 juli 1916 genom att den tidigare Finnås kommun delades i tre och kommunerna Bremnes, Bømlo och Moster bildades. Dessa tre återförenades den 1 januari 1963 till dagens kommun.
Den 1 januari 1995 tillfördes några mindre öar från Fitjars kommun (gnr. 26-35 i grundkrets 0101 Brandasund, gnr. 39 bnr. 4, gnr. 40 bnr. 19 i 0102 Haslevik, gnr. 40 bnr. 3-4 och gnr. 42-43 i 0116 Aga med 225 invånare). Detta i samband med att en broförbindelse inrättades med övriga Bømlo kommun.

## Orter

### Tätorter
I Bømlo kommun finns sex tätorter:
- Foldrøy
- Langevåg
- Mosterhamn
- Rubbestadneset
- Steinvåg
- Svortland (centralort)

### Övriga orter
- Espevær
- Finnås
- Lykling
- Melandsvågen
- Rolvsnes
- Øklandsvåg

## Socknar
Inom Norska kyrkan är Bømlo kommun indelad i fyra socknar:
- Bremnes socken
- Bømlo socken
- Lyklings socken
- Mosters socken

Socknarna ingår i Sunnhordlands prosteri i Bjørgvins stift.

## Bilder

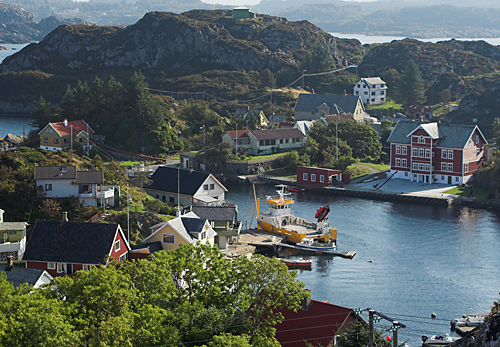
Espevær.
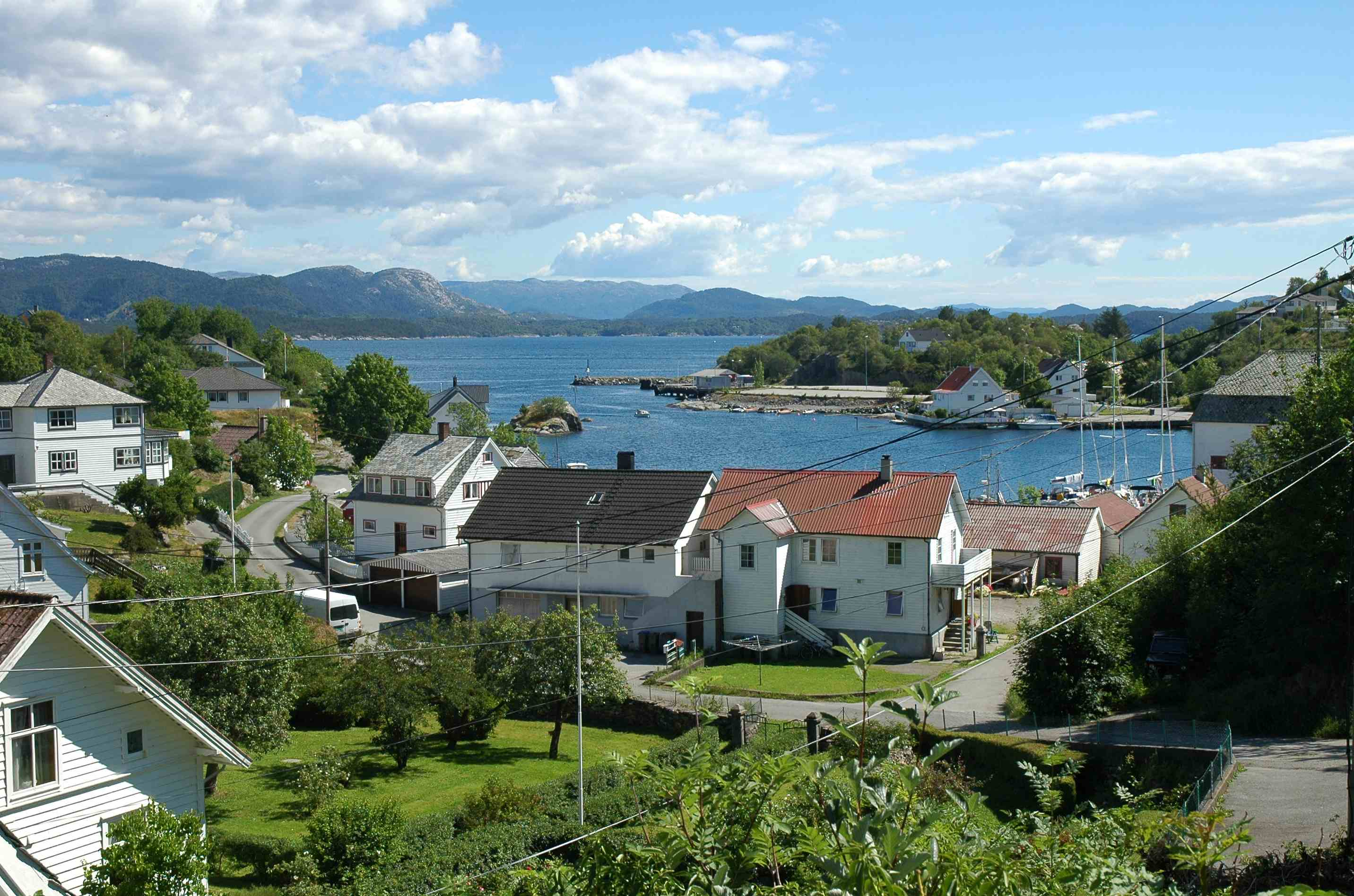
Mosterhamn.
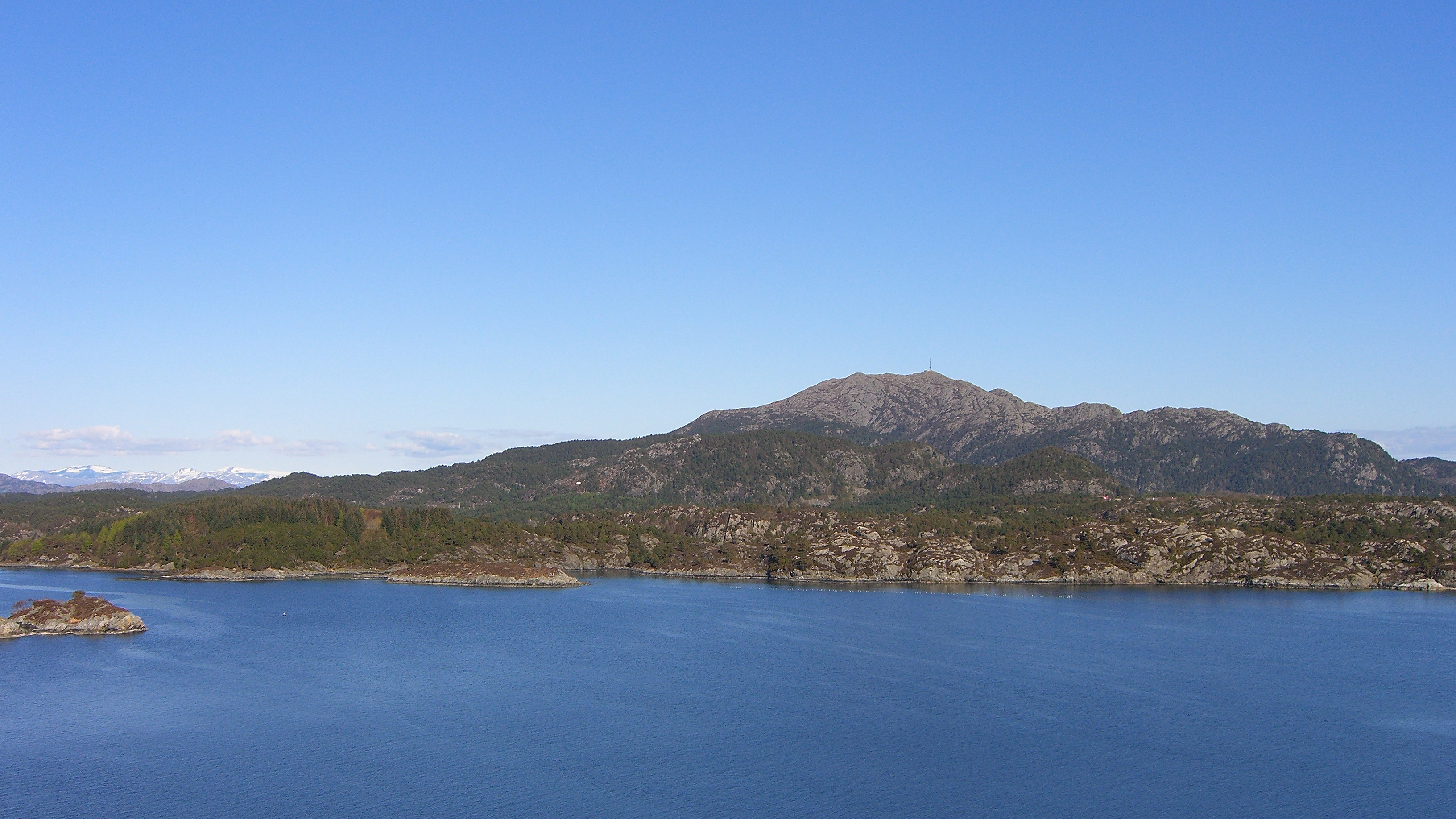
Siggjo (474 m ö.h.)